# Маріупольський технічний ліцей
Маріупольський технічний ліцей  — освітній заклад міста Маріуполя.
Заклад не має власного мікрорайону. Учні на навчання приймаються на конкурсній основі.
Серед ліцеїстів — переможці Всеукраїнських олімпіад та конкурсу-захисту МАН з фізики, математики, інформатики тощо, такі, що за результатами зовнішнього незалежного оцінювання отримали 200 балів.
В закладі працюють 37 педагогів, 28 з яких мають кваліфікаційну категорію «спеціаліст вищої кваліфікаційної категорії», 3 — «спеціаліст першої кваліфікаційної категорії». 16 мають звання «вчителя-методиста», 2 — «старший вчитель».
Профілі:
- фізико-математичний;
- математичний;
- хіміко-біологічний;
- технологічний;
- інформаційно-технологічний.[2]

Заклад був зруйнований під час російсько-української війни, з 24.02.2022 р. не працює.

## Історична довідка
Будівля Маріупольського технічного ліцею введена в експлуатацію в 1954 році. Проектна потужність — 720 місць. На момент руйнування в закладі навчалося близько 500 учнів.
Новий навчальний заклад «Технічний ліцей» був відкритий у 1998 році рішенням Маріупольської міської ради та за сприянням Приазовського державного технічного університету. З 2004 року заклад був реформований у навчально — виховний комплекс «Технічний ліцей — загальноосвітня школа І-ІІ ступенів».
З 2007 року навчально-виховному комплексу надано статус регіонального базового закладу із впровадженням профільного навчання.
У 2010 році колектив став переможцем обласного конкурсу на найкращу модель профільної освіти.
Три роки поспіль педагогічний колектив був відзначений в книзі «Флагмани освіти і науки України».
Рішенням Маріупольської міської ради 17.08.2012 року № 756 закладу надано назву Комунальний заклад «Маріупольський технічний ліцей» Маріупольської міської ради Донецької області.
Навчальний заклад в 2012 році посів І місце в першому обласному конкурсі «Найкращий навчальний заклад щодо роботи з обдарованими дітьми [Архівовано 2 квітня 2015 у Wayback Machine.]».
У 2018 р. здійснено капітальний ремонт та повне технічне переоснащення ліцею.
Будівля частково зруйнована російською армією у лютому-березні 2022 року внаслідок повномасштабного вторгнення Російської Федерації в Україну. З 24 лютого 2022 року не працює. 
Станом на 01.10.2022 р. окупаційна влада проводить ремонтні роботи з відновленням будівлі.

## Досягнення
Учениця 9-го класу Катерина Малкіна у червні 2016 року стала срібним призером Всесвітньої олімпіади з екології та в листопаді 2016 року отримала Всеукраїнську Премію «Жінка III тисячоліття» в номінації Надія України (премія Жінка III тисячоліття)"Надія України".